# 连俊
连俊，陕西邠州（今陕西彬县）人，是一名明朝政治人物。
连俊曾接替王瑛任崇明县知县一职，由张潮接任。